# 札束と温泉
『札束と温泉』（さつたばとおんせん）は川上亮監督による日本映画。2023年6月30日公開。6月7日には先駆けて完成披露舞台あいさつが行われた。

## 概要
『人狼ゲーム』シリーズ原作者で劇場版では脚本を手掛けてきた川上亮の長編映画第二作目の監督作。大分県別府市を舞台にするクライムストーリー。主演はミスマガジン2018の沢口愛華。SNS世代の若手キャスト、小浜桃奈、糸瀬七葉、大熊杏優、佐藤京、星れいらが脇を固め温泉宿にやってきた女子高生を演じる。
廊下や階段が複雑に入り組んだ温泉旅館をロケに使用し、疑似ワンカットで撮影されている。

## ストーリー
高校の修学旅行で訪れた温泉宿で、女子高生たちが札束の詰まったバッグを偶然発見してしまう。それはヤクザの愛人が持ち逃げしたバッグであった。やがて愛人と盗まれた金を探しに温泉宿に殺し屋が到着。さらに金が早急に必要になった女子高生の担任教師も加わり争奪戦が巻き起こる。

## 登場人物
高梨リサ
演 - 沢口愛華
関根ひかる
演 - 小浜桃奈
佐々木恵麻
演 - 糸瀬七葉
田中美宇
演 - 大熊杏優
越智遥
演 - 佐藤京
水無月綾乃
演 - 星れいら
渡辺隼人
演 - 小越勇輝
- 錦織聡
- 一宮ゆい（群青の世界）
- 工藤みか（群青の世界）
- 村崎ゆうな（群青の世界）
- 水野まゆ（群青の世界）

## スタッフ
- 監督：川上亮
- 脚本：川上亮
- プロデューサー：岩淵規
- 撮影：今井哲郎
- 照明：中嶋裕人
- 録音：小畑智寛
- スタイリスト：小磯和代
- メイク：和田弥生
- 編集：佐野公子
- 音楽：沢田ヒロユキ
- 主題歌：群青の世界「ハイライト・トワイライト」
- 助監督：湯本信一
- 制作担当：田山雅也
- 配給：渋谷プロダクション